# Krisztián Rabb
Krisztián Rabb (* 10. November 2001 in Budapest) ist ein ungarischer Säbelfechter.

## Erfolge
Krisztián Rabb war im Juniorenbereich sehr erfolgreich. Bei den Olympischen Jugend-Sommerspielen 2018 in Buenos Aires gewann er die Goldmedaille sowohl in der Einzelkonkurrenz als auch im gemischten Mannschaftswettbewerb. Im Erwachsenenbereich gelang ihm bei den Europameisterschaften 2024 in Basel sein erster großer Erfolg, als er mit Tamás Decsi, Csanád Gémesi und Áron Szilágyi sogleich den Titel im Mannschaftswettbewerb gewann. 
Bei den Olympischen Spielen 2024 in Paris wurde Rabb nicht für das Einzel nominiert und startete lediglich in der Mannschaftskonkurrenz. In dieser erreichte er gemeinsam mit Csanád Gémesi, András Szatmári und Áron Szilágyi das Finale, nachdem in der ersten Runde Italien mit 45:38 und im anschließenden Halbfinale Iran mit 45:43 bezwungen wurden. Dort trafen die Ungarn auf die Équipe Südkoreas, der sie mit 41:45 unterlagen und damit die Silbermedaille gewannen. Ein Jahr später verteidigte er in Genua mit András Szatmári, Áron Szilágyi und Nikolász Iliász bei den Europameisterschaften den Titel im Mannschaftswettbewerb.
Für seinen olympischen Medaillengewinn wurde Rabb 2024 das Ritterkreuz des Ungarischen Verdienstordens verliehen.